# Comuna de Warlubie
Warlubie (polaco: Gmina Warlubie) é uma gminy (comuna) na Polónia, na voivodia de Cujávia-Pomerânia e no condado de Świecki. A sede do condado é a cidade de Warlubie.
De acordo com os censos de 2007, a comuna tem 6561 habitantes, com uma densidade 32,6 hab/km².

## Área
Estende-se por uma área de 200,97 km², incluindo:
- área agricola: 44%
- área florestal: 55%

## Demografia
Dados de 31 de Dezembro de 2007:
|                      | Total   | Total | Mulheres | Mulheres | Homens  | Homens |
| -------------------- | ------- | ----- | -------- | -------- | ------- | ------ |
|                      | pessoas | %     | pessoas  | %        | pessoas | %      |
| População            | 6561    | 100   | 3304     | 50,4     | 3257    | 49,6   |
| Densidade (pop./km²) | 32,6    | 100   | 16,4     | 16,4     | 16,2    | 16,2   |

De acordo com dados de 2006, o rendimento médio per capita ascendia a 1.882,50 zł.

## Subdivisões
- Bąkowo, Buśnia, Bzowo, Krusze, Lipinki, Płochocin, Płochocinek, Warlubie, Wielki Komorsk.

## Comunas vizinhas
- Dragacz, Jeżewo, Nowe, Osie, Osiek